# Anthemis rigida
Anthemis rigida là một loài thực vật có hoa trong họ Cúc. Loài này được (Sibth. & Sm.) Boiss. ex Heldr. mô tả khoa học đầu tiên năm 1857.